# Кларк, Уильям (зоолог)
Вильям Кларк (англ. William Clark; 1789—1870) — английский анатом и зоолог.
Учился в Тринити-колледже, с 1817—1866 был профессором сравнительной анатомии в Кембридже. Научные исследования Кларка касались преимущественно анатомии, эмбриологии и систематики моллюсков; он опубликовал, помимо прочего, следующие работы: «History of the Britich Marine testaceous Mollusca etc.» (Лондон, 1855); «On the Branchial currents ia the Bivalves» (1853); «On the Chilonidae» (1853).